# 施瓦多夫
施瓦多夫是奥地利下奥地利州维也纳城郊县的一个市镇。它位于维也纳东南15英里（25公里）。

## 地理位置
该镇位于断层线上方的地震区域。“施瓦多夫穹顶”偶尔会发生小地震，最近一次的大地震发生在1927年10月8日。

## 体育
该镇于1936年5月31日成立的足球队SK Schwadorf（前身为ASK Schwadorf），在2006年7月的一场友谊赛中接待了英国阿森纳足球俱乐部。